# Komuna e Krutjës
Komuna e Krutjës är en kommun i Albanien.   Den ligger i prefekturen Qarku i Fierit, i den centrala delen av landet, 50 km söder om huvudstaden Tirana.
Trakten runt Komuna e Krutjës består till största delen av jordbruksmark.  Runt Komuna e Krutjës är det ganska tätbefolkat, med 248 invånare per kvadratkilometer.